# Freddy chef costumier
Freddy chef costumier è un cortometraggio del 1919 diretto da Lucien Nonguet.

## Conosciuto anche come
- Francia (titolo alternativo): Frédy chef costumier